# Clube 30–30

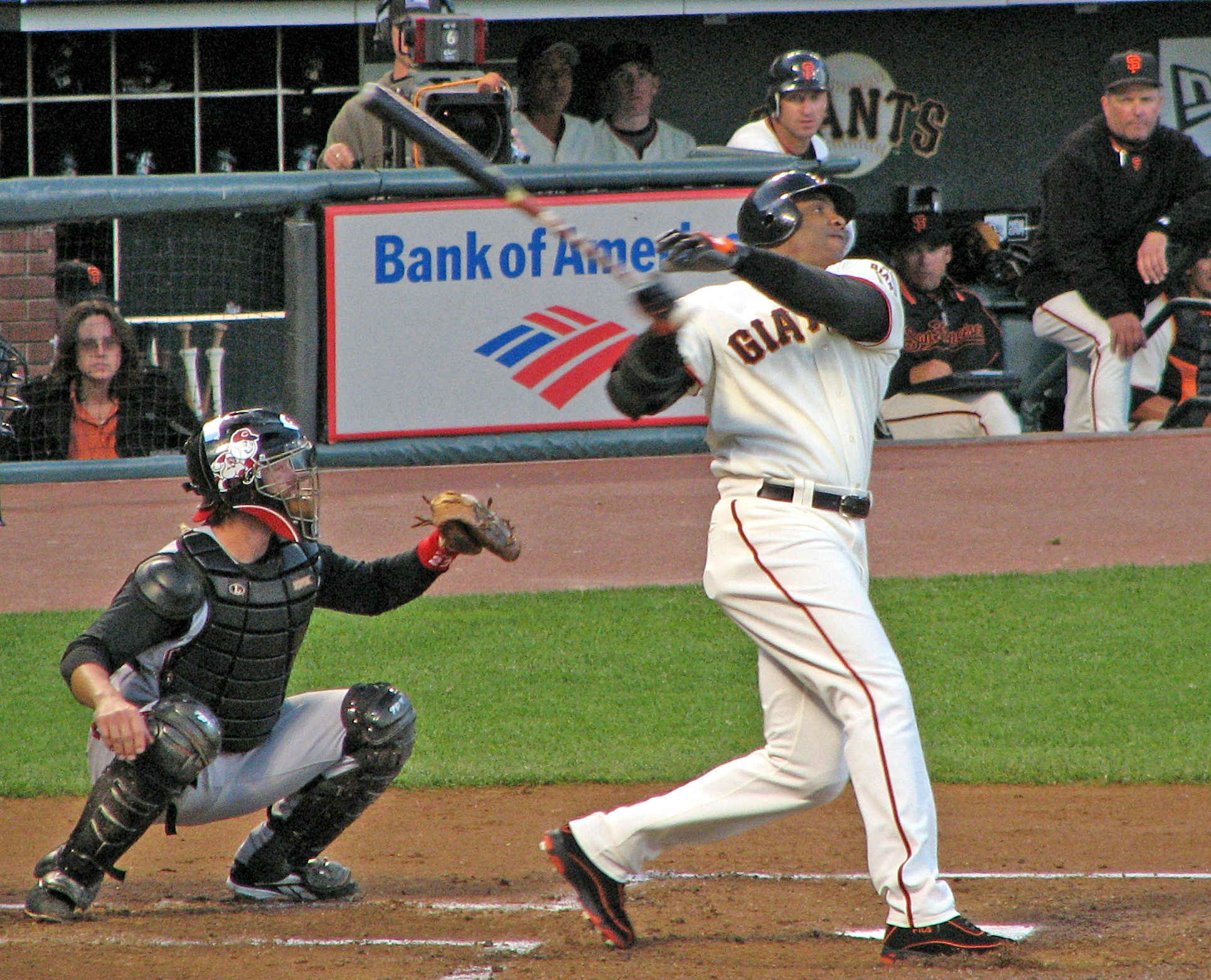
Barry Bonds se juntou ao clube 30-30 em cinco diferentes temporadas, um recorde que ele compartilha com seu pai Bobby.

Na Major League Baseball (MLB), o clube 30–30 é um grupo de rebatedores que conseguiram 30 home runs e 30  bases roubadas em temporada única. Ken Williams foi o primeiro a conseguir a façanha, a conseguindo em 1922. Permaneceu como o único membro do clube por 34 anos até Willie Mays atingir duas temporadas 30-30 consecutivas em 1956 e 1957. Bobby Bonds se tornou terceiro membro do clube em 1969 e se tornou o primeiro jogador na história da MLB a atingir o clube 30-30 em cinco ocasiões, posteriormente atingiu o marco em 1973, 1975, 1977 e 1978. Permaneceu como o único jogador a atingir o feito até 1997, quando seu filho Barry Bonds conseguiu sua quinta temporada 30-30. Os mais recentes jogadores a se qualificar para o clube foram Ryan Braun e Mike Trout, ambos alcançando o feito na temporada de 2012.
No total, 38 jogadores já alcançaram o clube 30-30 na história da MLB e 13 fizeram mais de uma vez. Dos 38 jogadores, 26 eram destros, 8 eram canhotos e 4 eram ambidestros, significando que podiam rebater de ambos lados do plate. Dez destes jogadores (incluindo oito membros ativos do clube 30-30) jogaram por apenas um time nas grandes ligas. O Cincinnati Reds, o Colorado Rockies e o New York Mets são as únicas franquias a ter jogadores diferentes que atingiram a marca enquanto atuavam pelos times. Cinco jogadores—Hank Aaron, Barry Bonds, Willie Mays, Alex Rodriguez e Sammy Sosa—são também membros do  clube dos 500 home runs, e Aaron, Mays e Rodriguez são também membros do  clube das 3000 rebatidas. Dale Murphy, Jose Canseco, Barry Bonds, Larry Walker, Jimmy Rollins e Braun venceram o prêmio da Major League Baseball, Most Valuable Player Award (MVP) Award no mesmo ano em que conseguiram a temporada 30-30, com Bonds atingindo o feito em duas ocasiões (1990 e 1992). Ambos Mays e Rollins tambpem atingiram o clube 20–20–20 na mesma temporada. Quatro diferente jogadores conseguiram temporadas 30–30 em 1987, 1996, 1997 e  2011, o maior número em temporada única.
Devido à raridade de um jogador ter a combinação de rebater home runs e roubar bases, Baseball Digest chamou o clube 30–30  "a mais celebrada façanha atingida por um jogador que tem força e velocidade". Dos 22 membros elegíveis para o Baseball Hall of Fame, três foram eleitos e dois foram eleitos na primeira votação. Elegibilidade requer que um jogador tenha "se aposentado por pelo menos cinco temporadas" ou ter falecido ao menos por seis meses, e ter jogador ao menos 10 temporadas na MLB desqualificando quatorze jogadores ativos dois jogadores que que se aposentaram a menos de cinco temporadas.

## Membros

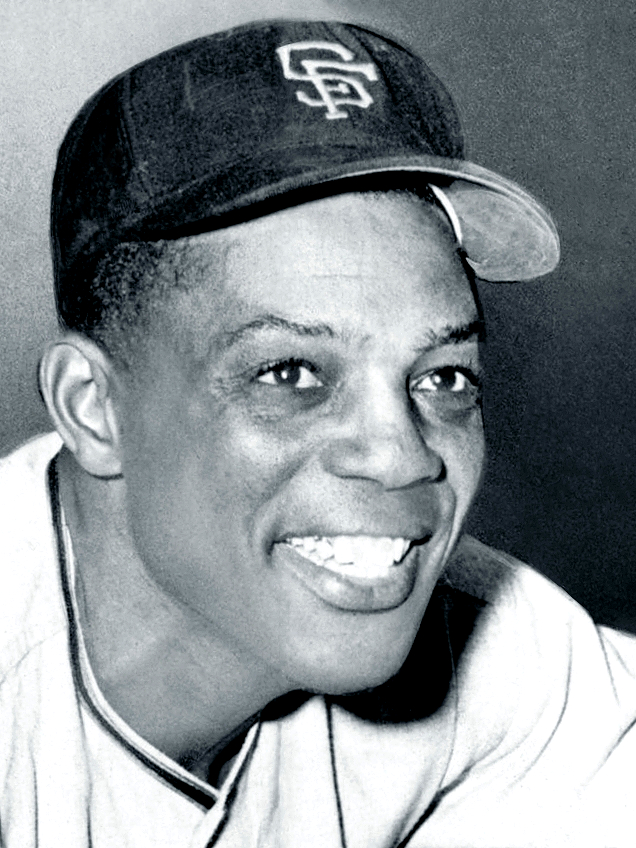
Willie Mays se tornou o primeiro jogador a atingir múltiplas temporadas 30-30 e conseguiu o feito em temporadas consecutivas.

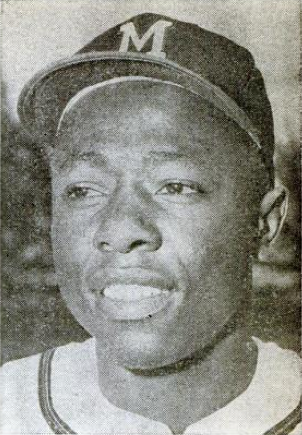
Hank Aaron é um dos três membros do clube 30–30 a serem eleitos para o Baseball Hall of Fame.

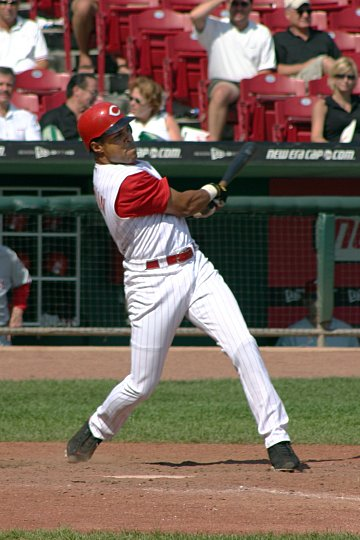
Barry Larkin entrou para o clube 30–30 em 1996.

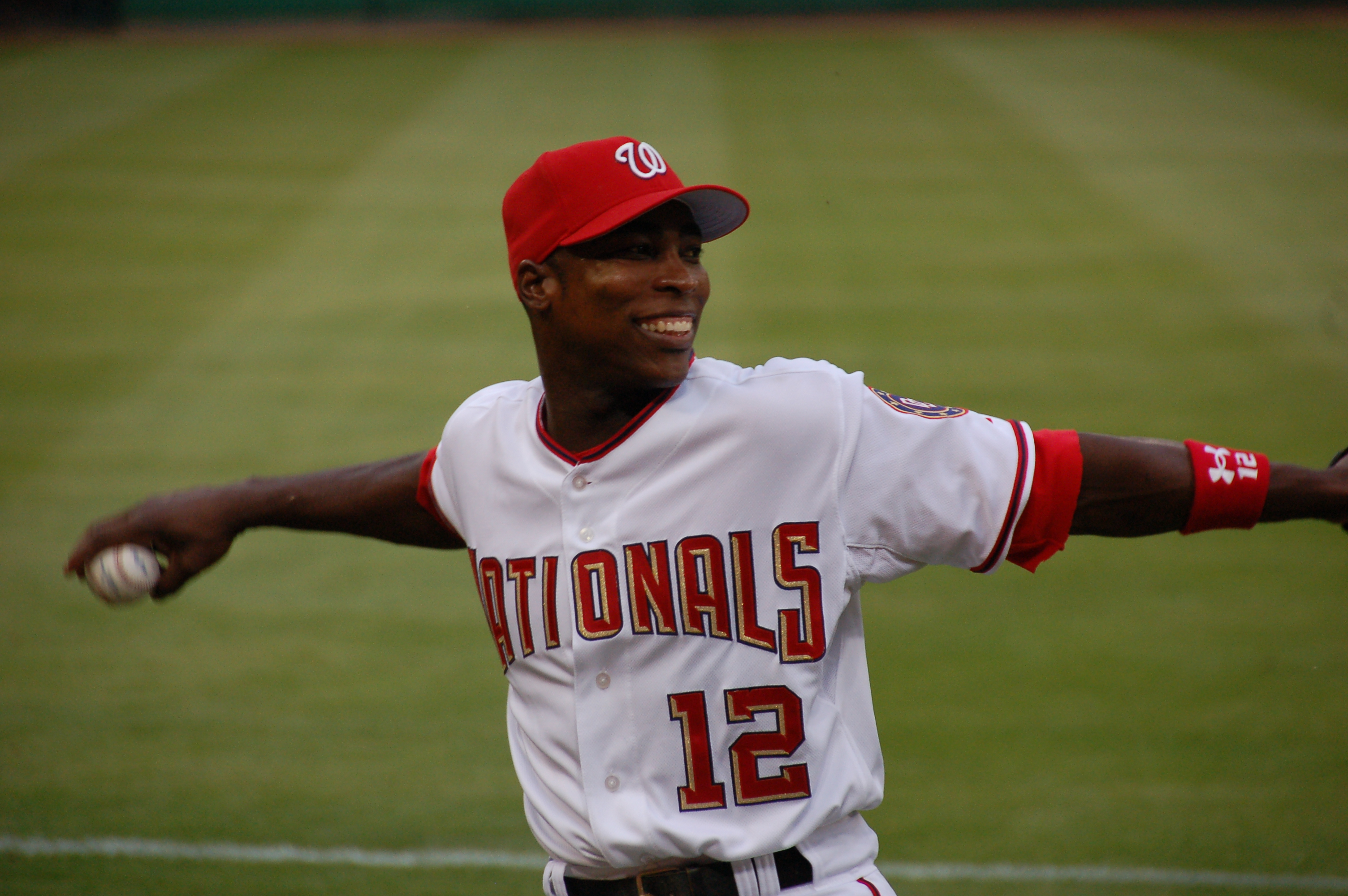
Alfonso Soriano alcançou o clube 30–30 em quatro temporadas diferentes, perdendo apenas para Bobby e Barry Bonds.

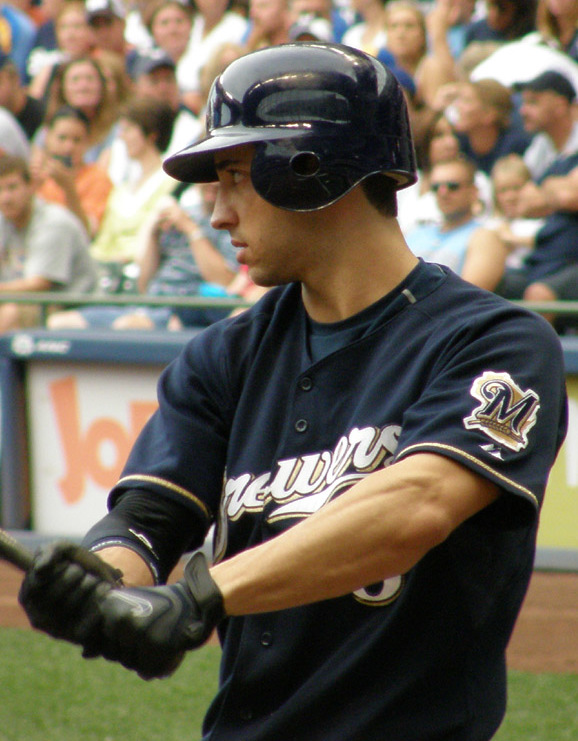
Ryan Braun é o mais recente jogador a entrar para o clube 30-30 em múltiplas temporadas (2011 e 2012).

| Ano         | O ano em que a temporada 30-30 do jogador ocorreu                                  |
| Jogador (X) | Nome do jogador e número de temporadas 30-30 que ele conseguira até aquele momento |
| Itálico     | Jogador atingiu o Clube 40–40 naquele ano                                          |
| Time        | O time do jogador em sua temporada 30-30                                           |
| HR          | Número de home runs naquele ano                                                    |
| SB          | Número de bases roubadas naquele ano                                               |
| ^           | Denota temporada 40–40                                                             |
| †           | Eleito para o Baseball Hall of Fame                                                |
| ‡           | Jogador ativo                                                                      |

| Ano  | Jogador               | Time                              | HR  | SB  | Ref    |
| ---- | --------------------- | --------------------------------- | --- | --- | ------ |
| 1922 | Ken Williams          | St. Louis Browns                  | 39  | 37  | [ 14 ] |
| 1956 | Willie Mays†          | New York Giants                   | 36  | 40  | [ 12 ] |
| 1957 | Willie Mays† (2)      | New York Giants                   | 35  | 38  | [ 12 ] |
| 1963 | Hank Aaron†           | Milwaukee Braves                  | 44  | 31  | [ 15 ] |
| 1969 | Bobby Bonds           | San Francisco Giants              | 32  | 45  | [ 16 ] |
| 1970 | Tommy Harper          | Milwaukee Brewers                 | 31  | 38  | [ 17 ] |
| 1973 | Bobby Bonds (2)       | San Francisco Giants              | 39  | 43  | [ 16 ] |
| 1975 | Bobby Bonds (3)       | New York Yankees                  | 32  | 30  | [ 16 ] |
| 1977 | Bobby Bonds (4)       | California Angels                 | 37  | 41  | [ 16 ] |
| 1978 | Bobby Bonds (5)       | Chicago White Sox Texas Rangers   | 31  | 43  | [ 16 ] |
| 1983 | Dale Murphy           | Atlanta Braves                    | 36  | 30  | [ 18 ] |
| 1987 | Joe Carter            | Cleveland Indians                 | 32  | 31  | [ 19 ] |
| 1987 | Eric Davis            | Cincinnati Reds                   | 37  | 50  | [ 20 ] |
| 1987 | Howard Johnson        | New York Mets                     | 36  | 32  | [ 21 ] |
| 1987 | Darryl Strawberry     | New York Mets                     | 39  | 36  | [ 22 ] |
| 1988 | José Canseco          | Oakland Athletics                 | 42^ | 40^ | [ 23 ] |
| 1989 | Howard Johnson (2)    | New York Mets                     | 36  | 41  | [ 21 ] |
| 1990 | Barry Bonds           | Pittsburgh Pirates                | 33  | 52  | [ 24 ] |
| 1990 | Ron Gant              | Atlanta Braves                    | 32  | 33  | [ 25 ] |
| 1991 | Ron Gant (2)          | Atlanta Braves                    | 32  | 34  | [ 25 ] |
| 1991 | Howard Johnson (3)    | New York Mets                     | 38  | 30  | [ 21 ] |
| 1992 | Barry Bonds (2)       | Pittsburgh Pirates                | 34  | 39  | [ 24 ] |
| 1993 | Sammy Sosa            | Chicago Cubs                      | 33  | 36  | [ 26 ] |
| 1995 | Barry Bonds (3)       | San Francisco Giants              | 33  | 31  | [ 24 ] |
| 1995 | Sammy Sosa (2)        | Chicago Cubs                      | 36  | 34  | [ 26 ] |
| 1996 | Dante Bichette        | Colorado Rockies                  | 31  | 31  | [ 27 ] |
| 1996 | Barry Bonds (4)       | San Francisco Giants              | 42^ | 40^ | [ 24 ] |
| 1996 | Ellis Burks           | Colorado Rockies                  | 40  | 32  | [ 28 ] |
| 1996 | Barry Larkin†         | Cincinnati Reds                   | 33  | 36  | [ 29 ] |
| 1997 | Jeff Bagwell          | Houston Astros                    | 43  | 31  | [ 30 ] |
| 1997 | Barry Bonds (5)       | San Francisco Giants              | 40  | 37  | [ 24 ] |
| 1997 | Raúl Mondesí          | Los Angeles Dodgers               | 30  | 32  | [ 31 ] |
| 1997 | Larry Walker          | Colorado Rockies                  | 49  | 33  | [ 32 ] |
| 1998 | Shawn Green           | Toronto Blue Jays                 | 35  | 35  | [ 33 ] |
| 1998 | Alex Rodriguez        | Seattle Mariners                  | 42^ | 46^ | [ 34 ] |
| 1999 | Jeff Bagwell (2)      | Houston Astros                    | 42  | 30  | [ 30 ] |
| 1999 | Raúl Mondesí (2)      | Los Angeles Dodgers               | 33  | 36  | [ 31 ] |
| 2000 | Preston Wilson        | Florida Marlins                   | 31  | 36  | [ 35 ] |
| 2001 | Bobby Abreu           | Philadelphia Phillies             | 31  | 36  | [ 36 ] |
| 2001 | José Cruz, Jr.        | Toronto Blue Jays                 | 34  | 32  | [ 37 ] |
| 2001 | Vladimir Guerrero     | Montreal Expos                    | 34  | 37  | [ 38 ] |
| 2002 | Vladimir Guerrero (2) | Montreal Expos                    | 39  | 40  | [ 38 ] |
| 2002 | Alfonso Soriano       | New York Yankees                  | 39  | 41  | [ 39 ] |
| 2003 | Alfonso Soriano (2)   | New York Yankees                  | 38  | 35  | [ 39 ] |
| 2004 | Bobby Abreu (2)       | Philadelphia Phillies             | 30  | 40  | [ 36 ] |
| 2004 | Carlos Beltrán‡       | Kansas City Royals Houston Astros | 38  | 42  | [ 40 ] |
| 2005 | Alfonso Soriano (3)   | Texas Rangers                     | 36  | 30  | [ 39 ] |
| 2006 | Alfonso Soriano (4)   | Washington Nationals              | 46^ | 41^ | [ 39 ] |
| 2007 | David Wright‡         | New York Mets                     | 30  | 34  | [ 41 ] |
| 2007 | Jimmy Rollins‡        | Philadelphia Phillies             | 30  | 41  | [ 42 ] |
| 2007 | Brandon Phillips‡     | Cincinnati Reds                   | 30  | 32  | [ 43 ] |
| 2008 | Grady Sizemore‡       | Cleveland Indians                 | 33  | 38  | [ 44 ] |
| 2008 | Hanley Ramírez‡       | Florida Marlins                   | 33  | 35  | [ 45 ] |
| 2009 | Ian Kinsler‡          | Texas Rangers                     | 31  | 30  | [ 46 ] |
| 2011 | Matt Kemp‡            | Los Angeles Dodgers               | 39  | 40  | [ 47 ] |
| 2011 | Ryan Braun‡           | Milwaukee Brewers                 | 33  | 33  | [ 48 ] |
| 2011 | Jacoby Ellsbury‡      | Boston Red Sox                    | 32  | 39  | [ 49 ] |
| 2011 | Ian Kinsler‡ (2)      | Texas Rangers                     | 32  | 30  | [ 46 ] |
| 2012 | Ryan Braun‡ (2)       | Milwaukee Brewers                 | 41  | 30  | [ 48 ] |
| 2012 | Mike Trout‡           | Los Angeles Angels                | 30  | 49  | [ 50 ] |
| 2018 | José Ramírez‡         | Cleveland Indians                 | 38  | 33  | [ 51 ] |
| 2018 | Mookie Betts‡         | Boston Red Sox                    | 32  | 30  | [ 52 ] |